# Rejon czystoziorny
Rejon czystoziorny (ros. Чистоозёрный район) – rejon w Rosji, w południowo-zachodniej Syberii, w obwodzie nowosybirskim.
Rejon leży w południowo-zachodniej części obwodu, zajmuje obszar 5,7 tys. km², a zamieszkuje w nim ok. 22,2 tys. osób (2006 r.).